# Partido Socialista Obrero Español de Extremadura
El Partido Socialista Obrero Español de Extremadura es la federación del PSOE en la comunidad autónoma de Extremadura. Fue creado en 1988 como federación autonómica del PSOE.
Ha gobernado la comunidad autónoma de Extremadura ininterrumpidamente desde su creación en 1983 hasta 2011, bajo las presidencias de Juan Carlos Rodríguez Ibarra y Guillermo Fernández Vara. Este último es de nuevo presidente de la Junta de Extremadura desde 2015. Por ello, el peso de esta federación dentro del partido a nivel nacional es muy fuerte.
En las elecciones autonómicas de 2015 PSOE-Regionalistas obtuvo 30 diputados de 65, volviendo a ser la primera fuerza de la cámara con mayoría simple y convirtiéndose en el partido que gobierna la Junta de Extremadura. Además, gobierna con mayoría absoluta en la Diputación de Badajoz y en la Diputación de Cáceres, así como en gran parte de los municipios de la región, además de en otros a través de pactos con otras formaciones políticas. También es el partido con mayor número de concejales: 1.637.
Guillermo Fernández Vara fue elegido secretario general por segunda vez en 2012, con un 95% de los votos emitidos por los delegados del 11 Congreso Regional celebrado en Cáceres los días 14 y 15 de abril.
Posteriormente, el 16 de julio de 2017 y tras las primeras elecciones primarias a la Secretaría General del PSOE-Ex, Guillermo Fernández Vara volvió a resultar elegido entre los tres candidatos que se presentaron, logrando un 65% de los votos emitidos. El 29 de julio se celebró el 12 Congreso Regional en Mérida, donde se ratificó el resultado de las primarias y aprobó la nueva Comisión Ejecutiva Regional.
En las elecciones a la Asamblea de Extremadura de 2019, el PSOE volvió a ganar las elecciones en la región extremeña, en esta ocasión con 34 escaños, 4 más que en los comicios anteriores, lo que le otorgó mayoría absoluta.
En 2023 empata con Partido Popular en 28 escaños y con ello pierde la mayoría absoluta y con ello la presidencia de la comunidad autónoma.   

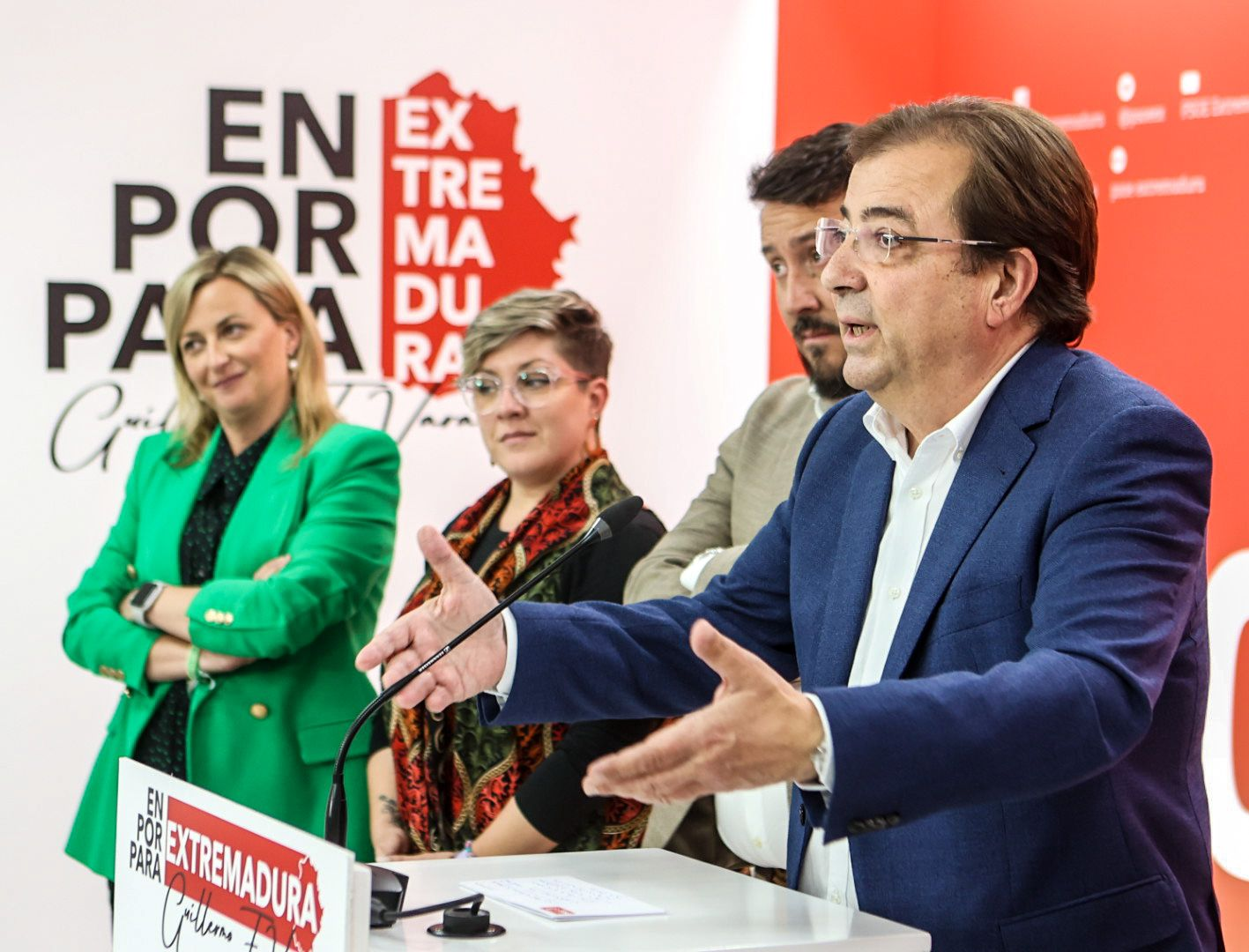
Comisión ejecutiva del partido luego de las elecciones municipales y autonómicas del 2023

## Líderes del PSOE de Extremadura
|    | Secretario general            | Periodo         |
| -- | ----------------------------- | --------------- |
| 1. | Alfonso González Bermejo      | 1978-1979       |
| -  | Dirección colegiada           | 1979-1988       |
| 2. | Juan Carlos Rodríguez Ibarra  | 1988-2008       |
| 3. | Guillermo Fernández Vara      | 2008-2024       |
| 4. | Miguel Ángel Gallardo Miranda | 2024-actualidad |

## Resultados electorales

### Asamblea de Extremadura
| Asamblea de Extremadura |         |    |             |         |        |                      |                              |
| Elecciones              | Escaños | ±  | Posición    | Votos   | %      | Gobierno             | Líder                        |
| 1983                    | 35/65   | 35 | 1º          | 296.939 | 53,27% | Gobierno mayoritario | Juan Carlos Rodríguez Ibarra |
| 1987                    | 34/65   | 1  | 1º          | 292.935 | 49,57% | Gobierno mayoritario | Juan Carlos Rodríguez Ibarra |
| 1991                    | 39/65   | 5  | 1º          | 314.384 | 54,28% | Gobierno mayoritario | Juan Carlos Rodríguez Ibarra |
| 1995                    | 31/65   | 8  | 1º          | 289.149 | 44,33% | Gobierno en minoría  | Juan Carlos Rodríguez Ibarra |
| 1999                    | 34/65   | 3  | 1º          | 313 417 | 49,04% | Gobierno mayoritario | Juan Carlos Rodríguez Ibarra |
| 2003                    | 36/65   | 2  | 1º          | 341.522 | 52,38% | Gobierno mayoritario | Juan Carlos Rodríguez Ibarra |
| 2007                    | 38/65   | 2  | 1º          | 352.342 | 53,63% | Gobierno mayoritario | Guillermo Fernández Vara     |
| 2011                    | 30/65   | 8  | 2º          | 290.045 | 43,49% | Oposición            | Guillermo Fernández Vara     |
| 2015                    | 30/65   |    | 1º          | 265.015 | 41,50% | Gobierno en minoría  | Guillermo Fernández Vara     |
| 2019                    | 34/65   | 4  | 1º          | 286,563 | 46,73% | Gobierno mayoritario | Guillermo Fernández Vara     |
| 2023                    | 28/65   | 6  | 1º          | 242,659 | 39,90% | Oposición            | Guillermo Fernández Vara     |
| 2023                    | 28/65   | 6  | 1º          | 242,659 | 39,90% | Oposición            | Guillermo Fernández Vara     |
| 2023                    | 28/65   | 6  | Soraya Vega | 242,659 | 39,90% | Oposición            |                              |

Del 2003 al 2011 se presentaron en coalición con Coalición Extremeña en todos los comicios autonómicos y generales.
En 2015 en coalición con Socialistas Independientes de Extremadura.

## Resultados en las elecciones generales
| Elecciones     | Votos   | % de votos | Escaños |
| -------------- | ------- | ---------- | ------- |
| 1977           | 162 624 | 30,78 %    | 4/12    |
| 1979           | 201 350 | 37,57 %    | 5/12    |
| 1982           | 333 046 | 55,41 %    | 9/12    |
| 1986           | 336 661 | 55,88 %    | 7/11    |
| 1989           | 330 869 | 53,9 %     | 7/11    |
| 1993           | 342 977 | 51,5 %     | 7/11    |
| 1996           | 339 903 | 48,43 %    | 6/11    |
| 2000           | 293 831 | 44,71 %    | 5/11    |
| 2004           | 356 826 | 51,22 %    | 5/10    |
| 2008           | 365 752 | 52,29 %    | 5/10    |
| 2011           | 246 514 | 37,19 %    | 4/10    |
| 2015           | 233 251 | 35,98 %    | 5/10    |
| 2016           | 212 159 | 34,54 %    | 4/10    |
| Abril 2019     | 250 180 | 38,07 %    | 5/10    |
| Noviembre 2019 | 227 447 | 38,33 %    | 5/10    |
| 2023           | 243 956 | 39,07 %    | 4/9     |